# Hartemita muirii
Hartemita muirii är en stekelart som först beskrevs av David Timmins Fullaway 1919. 
Hartemita muirii ingår i släktet Hartemita och familjen bracksteklar. Inga underarter finns listade i Catalogue of Life.